# Anteon pubicorne
Anteon pubicorne är en stekelart som först beskrevs av Johan Wilhelm Dalman 1818.  Anteon pubicorne ingår i släktet Anteon, och familjen stritsäcksteklar. Arten är reproducerande i Sverige.